# Dumka
Dumka (en hindi: दुमका जिला ) es una localidad de la India, centro administrativo del distrito de Dumka en el estado de Jharkhand.

## Geografía
Se encuentra a una altitud de 147 m s. n. m. a 315 km de la capital estatal, Ranchi, en la zona horaria UTC +5:30.

## Demografía
Según estimación de 2010 contaba con una población de 50 969 habitantes.